# Čileanski pezo
Čileanski pezo, ISO 4217: CLP je valuta Čilea. Dijeli se na 100 centava, a u domaćem platnom prometu označava se simbolom $.
Današnji pezo je u opticaju od 1975. godine, a ranije je bio čileanska valuta u razdoblju 1817. – 1960. Zamijenio je dotadašnji čileanski eskudo 29. rujna 1975. u odnosu 1000:1.
Novčanice i kovanice izdaje Središnja banka Čilea, i to: kovanice od 1, 5, 10, 50, 100 i 500 pezosa, te novčanice od 1000, 2000, 5000, 10000 i 20000 pezosa. Kovanice i novčanice imaju i svoje kolokvijalne nazive među Čileancima. Tako se npr. kovanice od 100 i 500 pezosa nazivaju gamba i quina, a novčanica od 1000 pezosa luka.

## Vanjske poveznice
- Središnja banka Čilea